# Jüdische Gemeinde Sausenheim
Die jüdische Gemeinde Sausenheim in der Gemeinde Sausenheim im rheinland-pfälzischen Landkreis Bad Dürkheim bestand vom 18. Jahrhundert bis 1877.

## Geschichte
Eine erste Erwähnung von auf dem Gebiet von Sausenheim siedelnden Juden stammt aus dem Jahr 1597. Zu dieser Zeit nutzten diese, laut einem Dokument, die Mikwe von Kleinkarlbach. Es handelte sich um eine kleine jüdische Gemeinde, deren Mitgliederzahl 1848 mit 66 Gemeindemitgliedern ihren höchsten Stand erreichte. Dann kam es ab Mitte des 19. Jahrhunderts, wie überall in den Gemeinden von Rheinland-Pfalz, verstärkt zu Ab- und Auswanderungen. 1876 war die Zahl der Gemeindemitglieder bereits so weit zurückgegangen, dass die verbliebenen jüdischen Familien den Anschluss an die jüdische Gemeinde in Grünstadt beschlossen. Am 1. Januar 1877 wurde die jüdische Gemeinde dann offiziell aufgelöst. In den folgenden Jahren zogen auch die verbliebenen jüdischen Einwohner aus Sausenheim weg. Im Jahr 1900 lebten dann keine Juden mehr in Sausenheim.

## Entwicklung der jüdischen Einwohnerzahl
| Jahr | Juden | Jüdische Familien | Bemerkung                              |
| ---- | ----- | ----------------- | -------------------------------------- |
| 1808 | 18    |                   | 4 Prozent der Einwohner von Sausenheim |
| 1825 | 52    |                   | 9 Prozent der Einwohner von Sausenheim |
| 1848 | 66    |                   |                                        |
| 1875 | 27    |                   |                                        |
| 1900 | 0     |                   |                                        |

Quelle: alemannia-judaica.de; jüdische-gemeinden.de

## Einrichtungen

### Synagoge
Die  Synagoge in Sausenheim wurde 1819 im damaligen Eckelgässchen errichtet. Bei einem Brand im November 1833 wurde sie zerstört und neu aufgebaut. Nachdem die jüdische Gemeinde im Jahr 1877 aufgelöst worden war, wurde das Gebäude verkauft.

### Friedhof
Die Toten der Gemeinde wurden auf dem  jüdischen Friedhof in Grünstadt beigesetzt.

### Schule
Die Gemeinde verfügte über eine jüdische Schule. Ein noch heute in der Silcherstraße stehendes Wohnhaus wird als ehemalige jüdische Schule angenommen. Allerdings wird auch vermutet, dass es sich bei diesem Gebäude um die Synagoge handeln könnte.

## Opfer des Holocaust
Das Gedenkbuch – Opfer der Verfolgung der Juden unter der nationalsozialistischen Gewaltherrschaft 1933–1945 und die Zentrale Datenbank der Namen der Holocaustopfer von Yad Vashem führen ein Mitglied der jüdischen Gemeinschaft Sausenheim  auf, das während der Zeit des Nationalsozialismus ermordet wurde.
| Name  | Vorname | Todeszeitpunkt   | Alter    | Ort des Todes         | Bemerkung                                                                          | Quellen |
| ----- | ------- | ---------------- | -------- | --------------------- | ---------------------------------------------------------------------------------- | --- |
| Adler | Clara   | 23. Oktober 1942 | 74 Jahre | Ghetto Theresienstadt | Deportation am Frankfurt am Main am 15. September 1942 nach Ghetto Theresienstadt. | Yad Vashem (Datenbank, Datensatz Nr. 11456537) / Gedenkbuch für die Opfer der NS-Judenverfolgung in Deutschland |